# Alaköl
Alaköl též Ala-kol (kazašsky Алакөл [Alaköl], rusky Алаколь [Alakol]) je bezodtoké slané jezero na hranici Abajské a Žetysuské oblasti v Kazachstánu. Nachází se v polopouštní krajině na východě Balchašsko-alakolské pánve. Má rozlohu 2200 km² a dosahuje hloubky 45 m. Roční kolísání hladiny činí 1,2 m. Leží v nadmořské výšce 343 m.

## Vodní režim
Spolu s mělkými jezery Ujaly, Sasykkol a Žalanaškol tvoří jezerní systém s povodím o rozloze 55 000 km². Do jezera ústí řeka Emel.

## Vlastnosti vody
Zamrzá od ledna do dubna.

## Využití
Na jezeře je rozvinut rybí průmysl. Zpracovávají se zde marinky, mřenky, okouni, kapři).

## Biosférická rezervace UNESCO
Jezero Alaköl se nachází na migrační trase vodního ptactva mezi oblastí Střední Asie a Indií. Území kolem jezerní soustavy Alaköl - Sasykkol o celkové rozloze 193 089 ha bylo zapsáno v roce 2013 na seznam biosférických rezervací UNESCO.